# کانتا وادا
کانتا وادا (ژاپنی: 和田 幹大؛ زادهٔ ۱ سپتامبر ۱۹۹۶) یک بازیکن فوتبال اهل ژاپن است.
از باشگاه‌هایی که در آن بازی کرده‌است می‌توان به باشگاه ورزشی یوکوهاما اشاره کرد.